# Signes
 Signes  (en occitano Sinha) es una población y comuna francesa, que se encuentra en la región de Provenza-Alpes-Costa Azul, departamento de Var, en el distrito de Toulon y cantón de Le Beausset.

## Demografía
| 519 | 656 | 922 | 1078 | 1340 | 2045 |
| Para los censos de 1962 a 1999 la población legal corresponde a la población sin duplicidades (Fuente: INSEE [Consultar]) |     |     |      |      |      |